# Renko
Renko est une ancienne municipalité du Sud de la Finlande, dans la région du Kanta-Häme.
Elle a fusionné le 1er janvier 2009 avec la ville d'Hämeenlinna.

## Présentation
La paroisse existe au moins depuis le XVe siècle. Elle marquait à l'origine la dernière étape de la route des bœufs, la grande voie historique qui reliait à l'époque médiévale les châteaux de Turku et de Hämeenlinna. La paroisse était alors connue sous des noms variés: Rengo, Rengia, Ringha...
Aujourd'hui c'est une petite municipalité sans caractéristique remarquable. Son village-centre se situe à 15 km du centre-ville d'Hämeenlinna, traversé par la nationale 10 qui relie la ville à Forssa (41 km) et Turku (129 km).